# Sumiko Braun
Sumiko Braun (* 26. April 1988 in Carson, Kalifornien) ist eine US-amerikanische Schauspielerin, Filmproduzentin, Filmregisseurin, Drehbuchautorin, Synchronsprecherin und Model.

## Leben
Braun wurde am 26. April 1988 in Carson geboren. Zu ihrer Teenagerzeit erhielt sie erste Aufträge als Model. Während ihres Studiums zog sie sich weitestgehend aus der Modelbranche zurück. Sie machte ihren Bachelor an der California State University in den Fächern Ethnologie und Schauspiel. Anschließend erwarb sie an der University of California in den folgenden Jahren ihren Master. Sie besuchte außerdem die California Academy of Mathematics and Science. Nach ihrem Studium nahm sie ihre Tätigkeit als Model wieder auf und war auch in Werbespots zu sehen. Daneben wagte sie 2011 den Schritt in die Filmbranche. Anfänglich war sie in Kurzfilmen zu sehen, es folgten aber auch Auftritte in TV-Serien und Kinoproduktionen.
Für den Kurzfilm Transforming Lives von 2011 schrieb sie das Drehbuch und war Regisseurin und Produzentin. In This Last Lonely Place war sie ebenfalls Produzentin. In der TV-Serie Good Cops hatte sie mit der Rolle der Melanie ihre erste Hauptrolle. In dem Katastrophenfilm Sharknado – Genug gesagt! von 2013 war sie in einer Nebenrolle zu sehen.
Sie ist Mutter eines Kindes und mit dem Animator James Fujii verwandt.

## Filmografie (Auswahl)

### Schauspiel
- 2011: Still Life With (Kurzfilm)
- 2011: The Matthew Morrison Story (Kurzfilm)
- 2011: Touring (Kurzfilm)
- 2011: Velcro Love Triangle (Kurzfilm)
- 2011: Transforming Lives (Kurzfilm)
- 2011: Soundtrack (Kurzfilm)
- 2012: Cupid, Inc. (Fernsehfilm)
- 2012: Unprotected Texts (Fernsehserie, 2 Episoden)
- 2012: Swerve
- 2012: Big Time Rush (Fernsehserie, Episode 3x04)
- 2012: The Diamond (Kurzfilm)
- 2012: All About Lizzie (Fernsehserie, Episode 1x01)
- 2012–2013: Good Cops (Fernsehserie, 6 Episoden)
- 2013: Tonight and the People
- 2013: Sharknado – Genug gesagt! (Sharknado, Fernsehfilm)
- 2013: The Sigil
- 2013: My Synthesized Life (Fernsehserie, Episode 1x08)
- 2013: Payday (Fernsehserie, 2 Episoden)
- 2013: Troubadour (Fernsehserie)
- 2013: Before, During, and After Sex (Kurzfilm)
- 2013: Producer Sam
- 2013: Behind Closed Doors (Kurzfilm)
- 2014: This Last Lonely Place
- 2014: Pu Pu Platter
- 2014: Extant (Fernsehserie, Episode 1x13)
- 2014: Organize Chaos
- 2016: Happy Birthday, Claire (Kurzfilm)
- 2016: Secrets and Lies (Fernsehserie, Episode 2x01)
- 2018: Ghost Writer (Kurzfilm)
- 2018: Hoài (Ongoing, Memory) (Kurzfilm)
- 2018: Monster Challenge (Kurzfilm)
- 2019: My Stepfather's Secret

### Produktion
- 2011: Transforming Lives (Kurzfilm)
- 2013: Behind Closed Doors (Kurzfilm)
- 2014: This Last Lonely Place
- 2016: Heart of Mind (Kurzfilm)
- 2016: Master of the Sky: The Life and Art of Sam Koji Hale (Dokumentation)
- 2016: The Birth of an Alien (El Nacimiento De Un Extranjero) (Kurzfilm)
- 2016: Monster of the Sky (Kurzfilm)

### Regie
- 2011: Transforming Lives (Kurzfilm)
- 2016: Heart of Mind (Kurzfilm)
- 2016: Master of the Sky: The Life and Art of Sam Koji Hale (Dokumentation)
- 2016: The Birth of an Alien (El Nacimiento De Un Extranjero) (Kurzfilm)

### Drehbuch
- 2011: Transforming Lives (Kurzfilm)
- 2013: Behind Closed Doors (Kurzfilm)
- 2016: Heart of Mind (Kurzfilm)

### Synchronisation
- 2016: Monster of the Sky (Kurztrickfilm)
- 2019: 12 Zodiac (Animationsfilm)